# Retten i Glostrup
Retten i Glostrup er en byret i Glostrup.
Retskredsen omfatter Albertslund, Ballerup, Brøndby, Gladsaxe, Glostrup, Herlev, Hvidovre, Høje-Taastrup, Ishøj, Rødovre og Vallensbæk Kommuner. Retten er derfor - målt på indbyggertal - en af Danmarks største retskredse.
Retten i Glostrup er beliggende Stationsparken 27 i Glostrup, der tidligere husede Amtsgården i det gamle Københavns Amt. Efter kommunalreformen 2007 blev bygningerne ledige, og ved den samtidige domstolsreform, hvor bl.a. retterne i Ballerup, Gladsaxe og Rødovre blev slået sammen med Retten i Glostrup, flyttede retten til de nye lokaler.
Blandt sager, der har kørt ved retten, har været Se og Hør-sagen.